# 縣道123號
縣道123號（下山橋－竹東），北起新竹縣竹北市三崁店，南至新竹縣竹東鎮竹東市區，全長共計7.938公里。本線最初編成時路線僅石壁潭到竹東一小段，後於縣道120號改線行經連接國道三號竹林交流道的四線道新線時，納入縣道120號通過芎林鄉市區的大部分舊線（芎林鄉文山路、文衡路、福昌街），形成現今路線。

## 歷史沿革

### 日治時期及公路法實施前
日治時代後期，從竹北六家經芎林市區至橫山大肚銜接中豐公路的道路已經存在。連接石壁潭及竹東市區的既有橋樑（大約位於現今竹林大橋上游100公尺處）亦已見於1950年代臺灣地圖中。

### 第一次公路普查（1961年）
公路法實施後，公路主管機關將全台各等級公路予以編號。當時下山經芎林鄉市區至石壁潭路段為採縣道編號之「重要鄉道」120線的一部分，石壁潭至竹東路段則編為鄉道竹25線「石壁潭－竹東」里程為2.068公里。竹林大橋於1974年完工後，竹25線隨即改走竹林大橋現今路線，改線後縮短了0.5公里。

### 第二次公路普查（1976年）
竹25線升格為縣道123號，名稱不變仍為「石壁潭－竹東」，里程為1.570公里。鄉道120線升格為縣道，仍包含下山至石壁潭路段。

### 近年改變
- 2001年3月16日，交通部公告調整「臺灣地區縣道公路系統」[7]，縣道123號由原起點向西延伸，納入縣道120號下山至石壁潭（原樁號8K+080-14K+327）的舊線路段（縣道120號則改行經竹林交流道的新闢四線道路），新起點位於竹北市和芎林鄉交界，縣道120號新舊線交岔處的下山橋，故名稱調整為「下山橋－竹東」，里程增加為7.933公里。自此縣道123號亦躍居橫貫芎林鄉市區的主要道路。
- 依交通部公路總局公布之最新里程測量資料，現今縣道123號里程為7.52公里。

## 行經行政區域
全線均位於新竹縣境內。
| 竹北市                     | 三崁店   | 0.000 | 縣道120號    | 公路起點            |
| － 與縣道120號之勝林橋共構 |          |       |              |                     |
| 芎林鄉                     | 下山     | －    | （地區道路） |                     |
| 芎林鄉                     | 上山     | －    | （地區道路） | 0                   |
| 芎林鄉                     | 上山     | －    | 竹22線       | 竹22線終點          |
| 芎林鄉                     | 上山     | 2.300 | 縣道115號    | 0                   |
| 芎林鄉                     | 芎林市區 | 2.300 | 縣道115號    | 0                   |
| 芎林鄉                     | 芎林市區 | －    | 竹21線       | 竹21線終點          |
| 芎林鄉                     | －       |       |              |                     |
| 芎林鄉                     | 五股林   | －    | 竹24線       | 竹24線起點          |
| 芎林鄉                     | 五股林   | －    | 縣道120號    | 與縣道120號共線起點 |
| 芎林鄉                     | 五股林   | 5.000 | 縣道120號    | 與縣道120號共線終點 |
| 芎林鄉                     | －       |       |              |                     |
| 芎林鄉                     | 石壁潭   | －    | 竹36線       | 竹36線起點          |
| 芎林鄉                     | 石壁潭   | 6.440 | 縣道120號    |                     |
| －                         |          |       |              |                     |
| 竹東鎮                     | 鷄油林   | －    | （地區道路） |                     |
| 竹東鎮                     | 竹東市區 | 7.520 | 縣道122號    | 公路終點            |
| 共線                       |          |       |              |                     |

## 沿線路名
- 文山路
- 文衡路
- 富林路
- 福昌街
- 竹林路
- 朝陽路

## 沿線設施與景點
- 新竹縣芎林鄉芎林國民小學
- 芎林鄉立圖書館（位於芎林國小內）
- 新竹縣芎林鄉公所
- 竹林大橋：跨頭前溪。1974年完工[5]，1985年拓寬[8]，後於2011年1月20日動工改建[9]，2014年11月4日改建完工通車[8]。
- 新竹縣竹東鎮上智國民小學